# Захаров, Алексей Александрович
Алексе́й Алекса́ндрович Заха́ров (28 февраля 1882, Усть-Ижора, Санкт-Петербургская губерния — 1967, Чикаго, Иллинойс) — русский архитектор, представитель северного модерна, а также эклектики, неоклассицизма и неорусского стиля. Член Союза ревнителей Памяти Императора Николая II.

## Биография
Происходил из рода крестьян Захаровых, владевших с 1790 года кирпичными заводами на реке Ижора. Основав пять кирпичных предприятий, Захаровы вошли в 1-ю купеческую гильдию и были причислены за благотворительность к потомственным почётным гражданам. А. А. Захаров — совладелец кирпичного завода «Наследники А. В. Захарова».
Окончил Петербургский институт гражданских инженеров (1907).
Архитектор страховых обществ, затем управления военно-морского духовенства в Петербурге.
В 1913 году уехал для участия в конкурсе в Англию, а затем в США для изучения новых строительных технологий.
Бо́льшую часть жизни прожил в США. До 1927 года работал в Нью-Йорке, затем переехал в Чикаго, где работал архитектором отдела городских парков, организовал мастерскую и проектировал общественные и жилые здания. В 1934 году в Чикаго по его проекту построен собор Георгия Победоносца для русских эмигрантов.
Состоял в Союзе ревнителей Памяти Императора Николая II. Являлся активным членом Союза и жертвовал свои личные средства в его пользу. Публиковал в советских журналах статьи, посвящённые американской архитектуре.
По завещанию похоронен в Усть-Ижоре, рядом с другими представителями рода. Точное место захоронения праха неизвестно. Часть средств завещал на создание поселкового молодёжного спортивного комплекса в Усть-Ижоре.

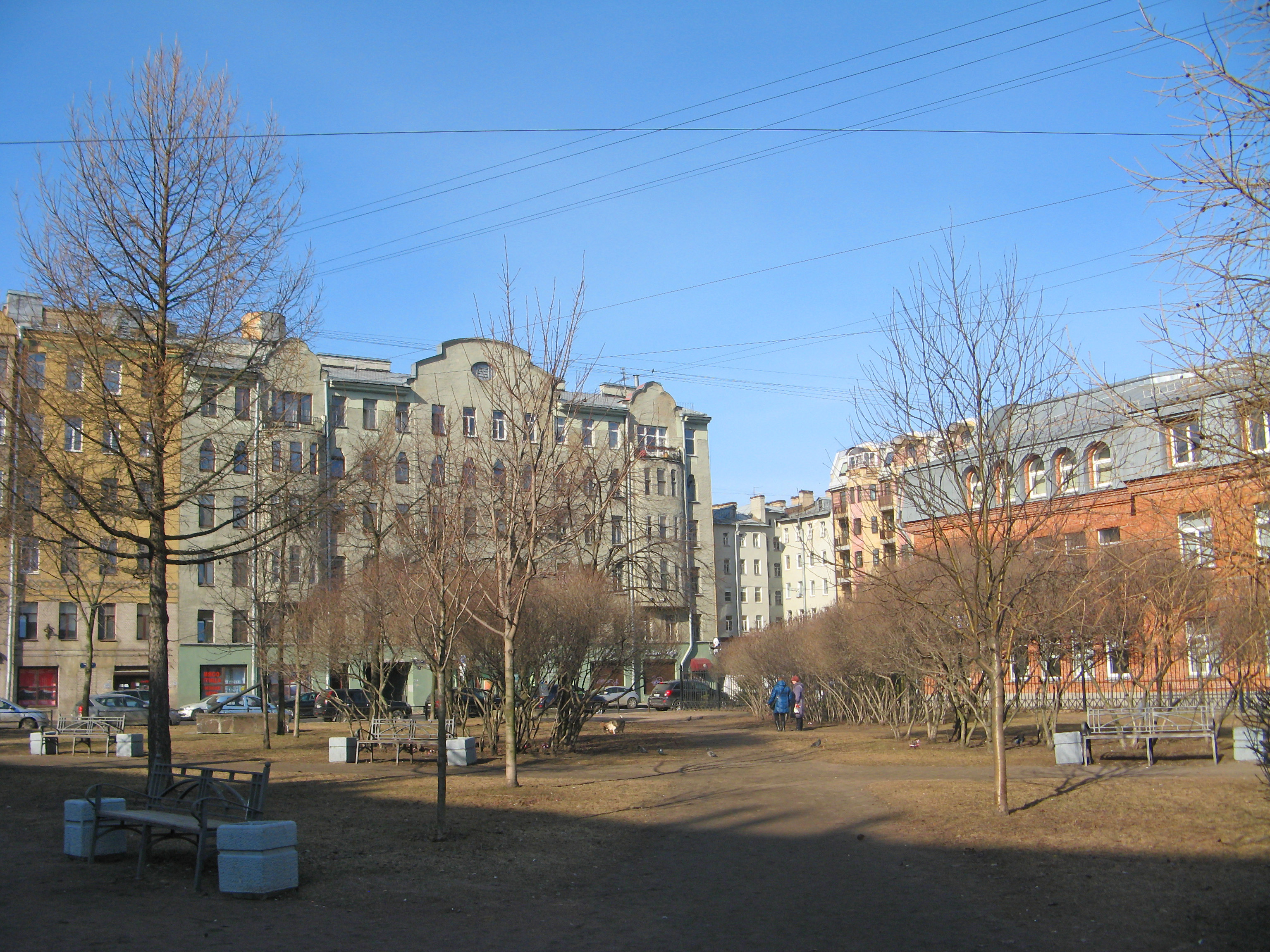
Доходный дом М. Ф. Трифахина.

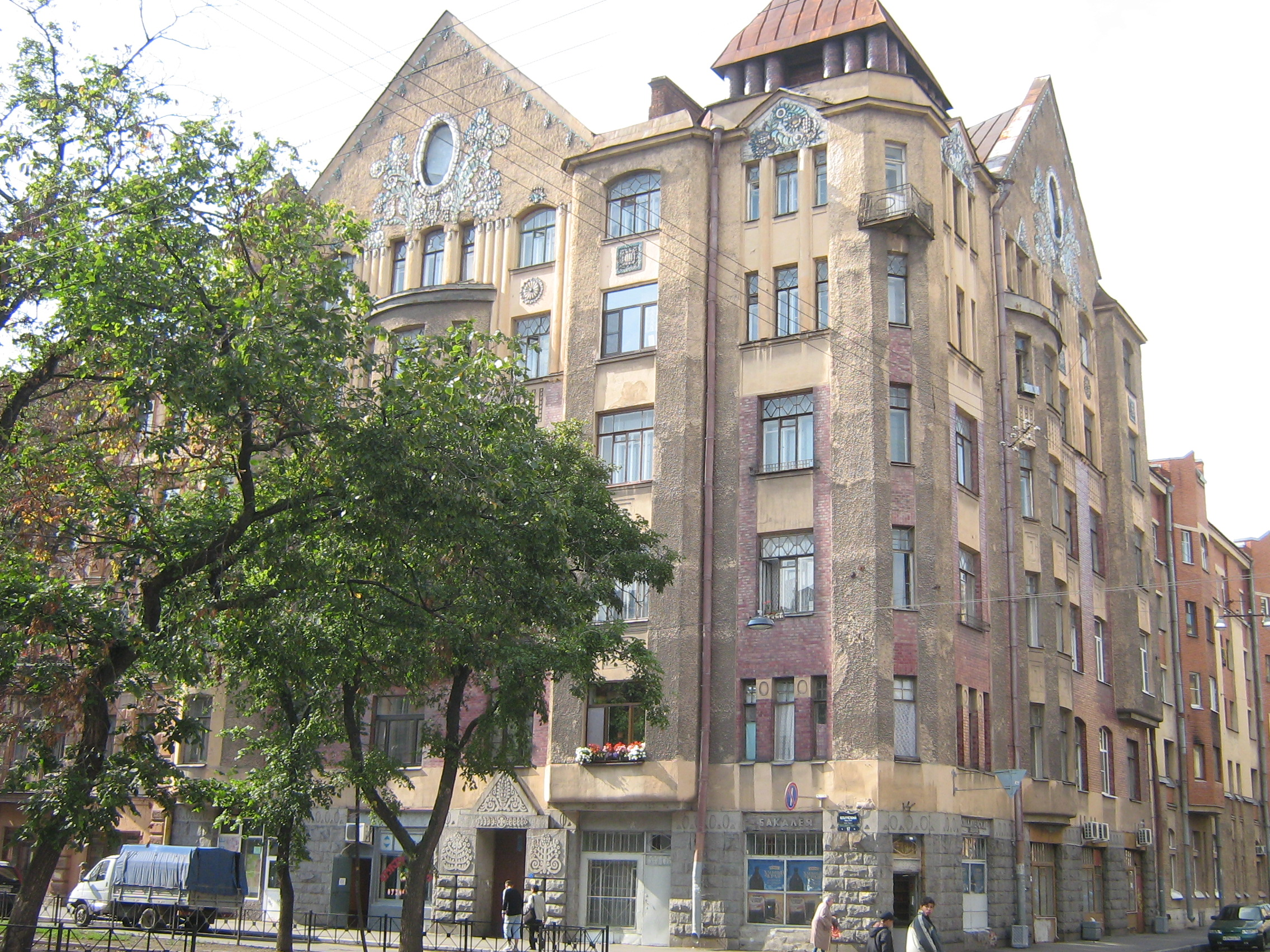
Доходный дом архитектора Захарова.

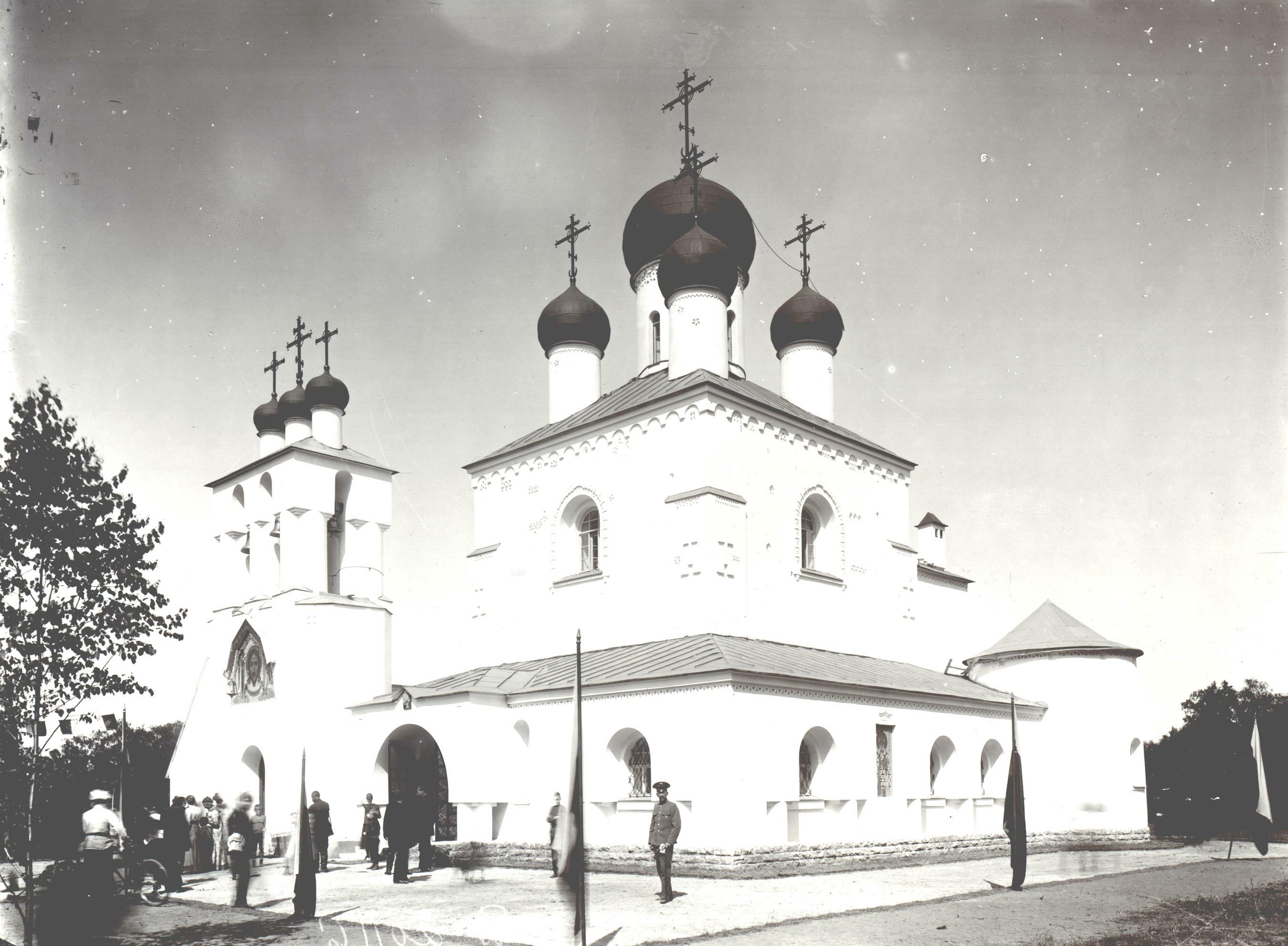
Преображенская церковь в Тярлево в 1914 году.

## Адреса в Петербурге
- Доходный дом Захаровых — Клинский пр., 17А / Бронницкая ул., 16. До 1913 года.
- Доходный дом А. А. Захарова — Клинский пр., 17 / ул. Серпуховская, 19. 1913 год.

## Постройки в Петербурге
- Доходный дом М. Ф. Трифахина (1908, ул. Гаванская ул., 4).
- Доходный дом М. В. Захарова (1909—1910, ул. Кирочная, 49; дом дяди архитектора Захарова)  памятник архитектуры (вновь выявленный объект)[8].
- Доходный дом И. П. Коноплёва[3] (1912, пр. Римского-Корсакова, 115А).
- Доходный дом А. Ф. Бергмана (1912—1913, ул. Куйбышева, 14).
- Доходный дом А. А. Захарова (1912—1913, Клинский пр., 17 / ул. Серпуховская, 19). Дом украшен керамикой, изготовленной в мастерской П. К. Ваулина. Сочетает черты северного модерна и неорусского стиля.  7832022000
- Доходный дом (1912—1913, Нарвский проспект, 19).

### Перестройки и надстройки
- Доходный дом (Клинский пр., 19 / Бронницкая ул., 13; надстройка в 1909 году).
- Церковь св. Александра Невского при доме Управления протопресвитера армии и флота (Фурштатская ул., 29 / Чернышевского проспект, 18; перестройка церкви в 1912 году).
- Доходный дом В. Алексеева — Доходный дом Л. Я. Пенчковской (по Малому пр.) (Малый пр. ВО, 15А, надстройка в 1913 году)  памятник архитектуры (вновь выявленный объект)[8].
- Дом департамента внешней торговли — Доходный дом В. Алексеева (угловой дом) (Малый пр. ВО, 15Б / 6-я линия ВО, 53; надстройка в 1910 году, ранее, в 1903 году — надстройка В. Р. Курзановым)  памятник архитектуры (вновь выявленный объект)[8].
- Доходный дом (Нарвский пр., 29; надстройка в 1913 году).
- Доходный дом Захаровых (Клинский пр., 17А / Бронницкая ул., 16; надстройка в 1913 году).

## Работы в Петербурге и пригороде в соавторстве
- Преображенская церковь в Тярлево (1912—1914, ул. Спортивная, 2А; соавтор Н. Л. Рклицкий); Спортивная ул., 2А  памятник архитектуры (вновь выявленный объект)[8];
- Доходный дом дантиста Д. Ш. Каценеленбогена (1908 год — Н. Д. Каценеленбоген, 1913 год — Захаров; Большой пр. ВО, 97 / Гаванская улица, 2  памятник архитектуры (вновь выявленный объект)[8].